# Avenue Maurice-Ravel
L'avenue Maurice-Ravel est une voie située dans le quartier du Bel-Air du 12e arrondissement de Paris.

## Situation et accès
L'avenue Maurice-Ravel est accessible à proximité par les lignes de métro 1 à la station Porte de Vincennes et 8 à la station Porte Dorée, par la ligne 3a du tramway aux arrêts Alexandra David-Néel et Montempoivre. Elle se situe dans le prolongement de l'avenue Vincent-d'Indy, dont elle est séparée par la rue Jules-Lemaître.

## Origine du nom

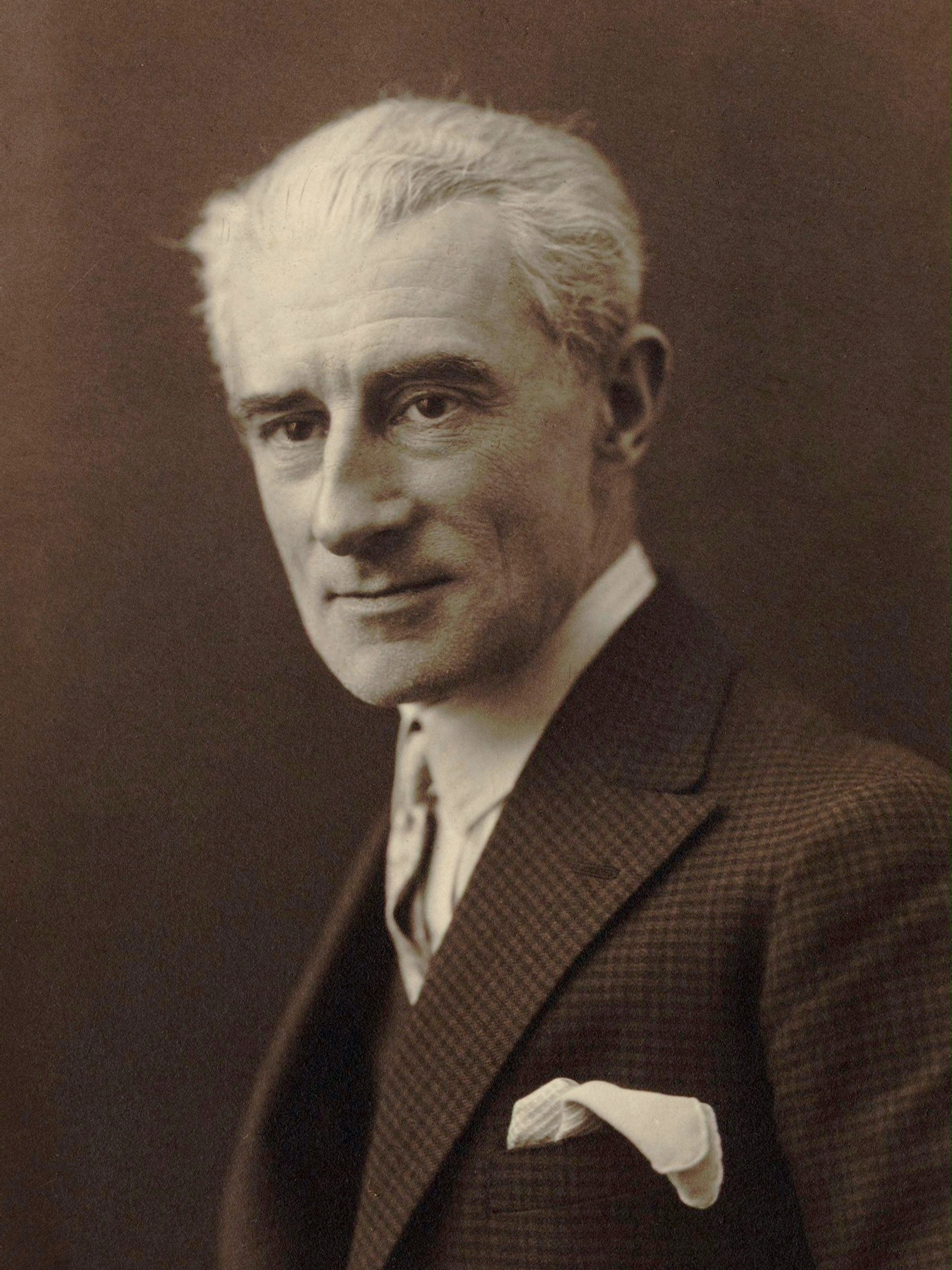
Maurice Ravel.

Elle porte le nom du compositeur Maurice Ravel (1875-1937). 

## Historique
L'avenue a été ouverte et a pris son nom actuel en 1938 sur l'emplacement de l'enceinte de Thiers et de La Zone. Elle est ouverte pour donner accès à l'arrière des habitations à bon marché (HBM) que la ville de Paris fait construire à cette époque.

## Bâtiments remarquables et lieux de mémoire
- Aux nos 6-10 se trouve le Centre international de séjour de Paris (CISP), créé par la ville de Paris en 1964, sur le principe des auberges de jeunesse avec sa tour résidence de 110 chambres érigée en 1967 et ouverte le 4 avril 1968[2].
- Le complexe du CISP héberge également le théâtre Douze Maurice-Ravel.
- L'extrémité du collège Germaine-Tillion (ex-Vincent-d'Indy) et des terrains de sport.
- Accès à la Promenade plantée en son début.
- L'arrière de la piscine Roger-Le-Gall abritant le Club des nageurs de Paris.

Le bâtiment du CISP site Maurice-Ravel.
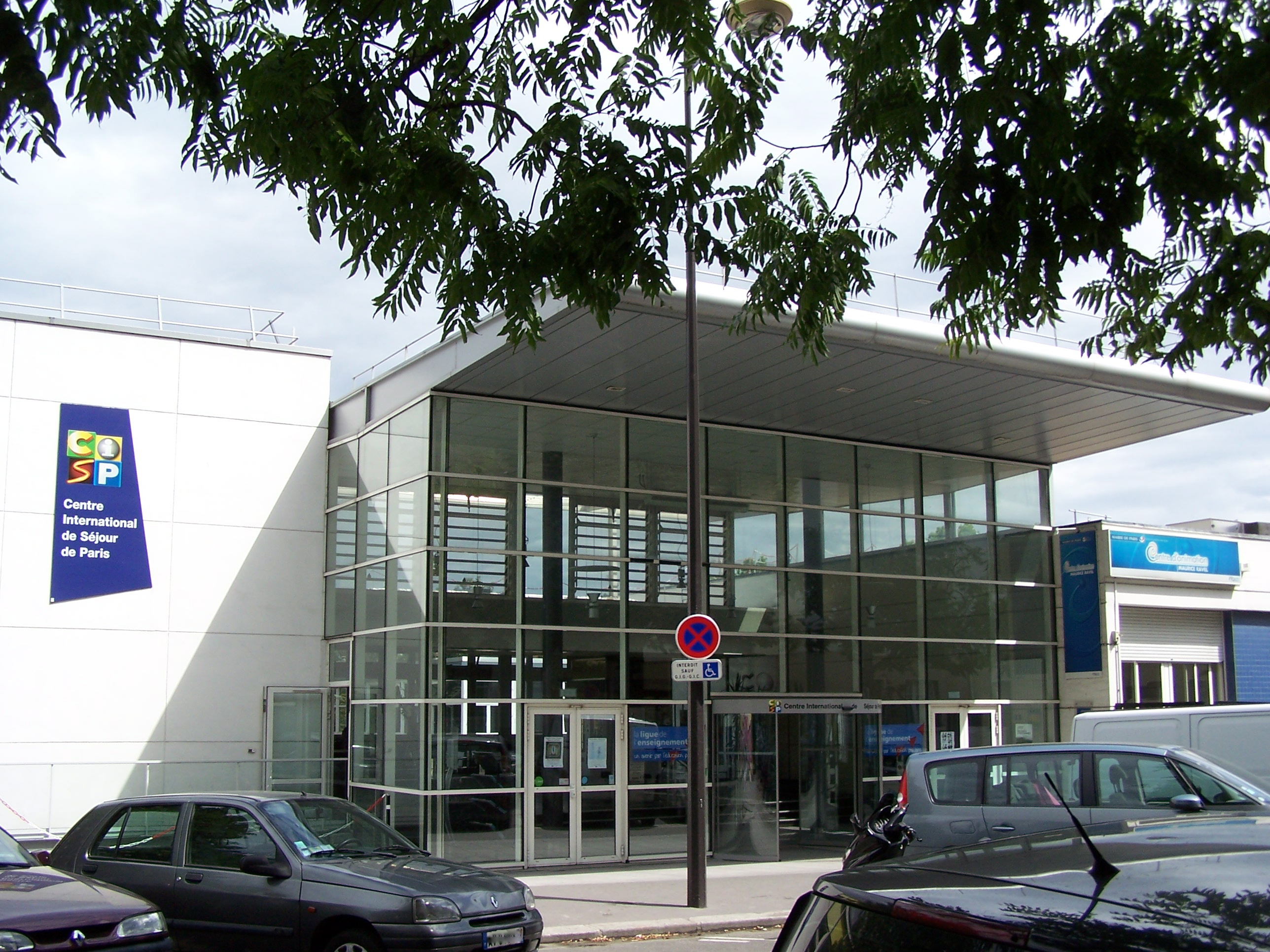
Entrée du CISP au no 6.
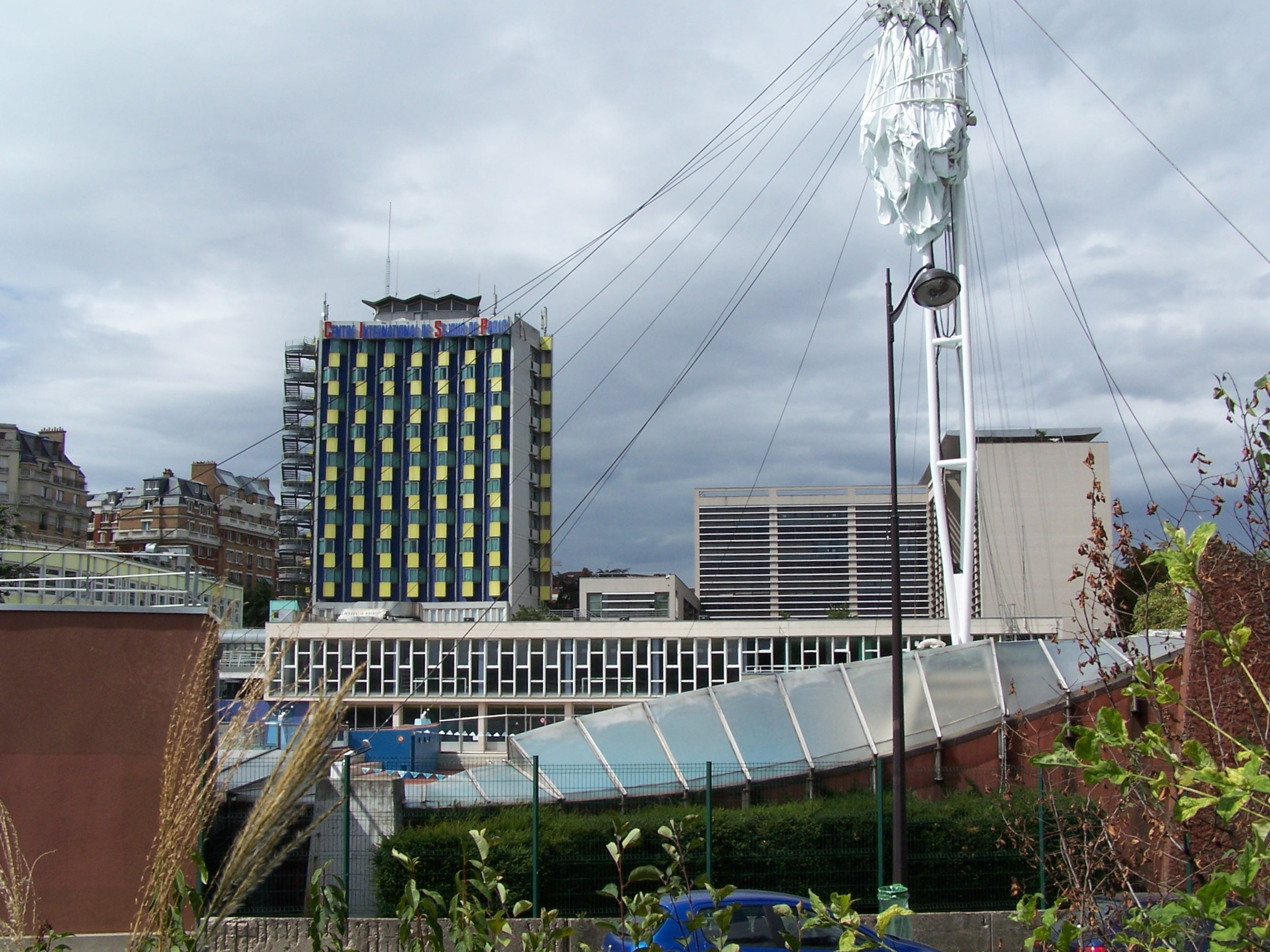
Vue du complexe du CISP Ravel et de la piscine Carnot.
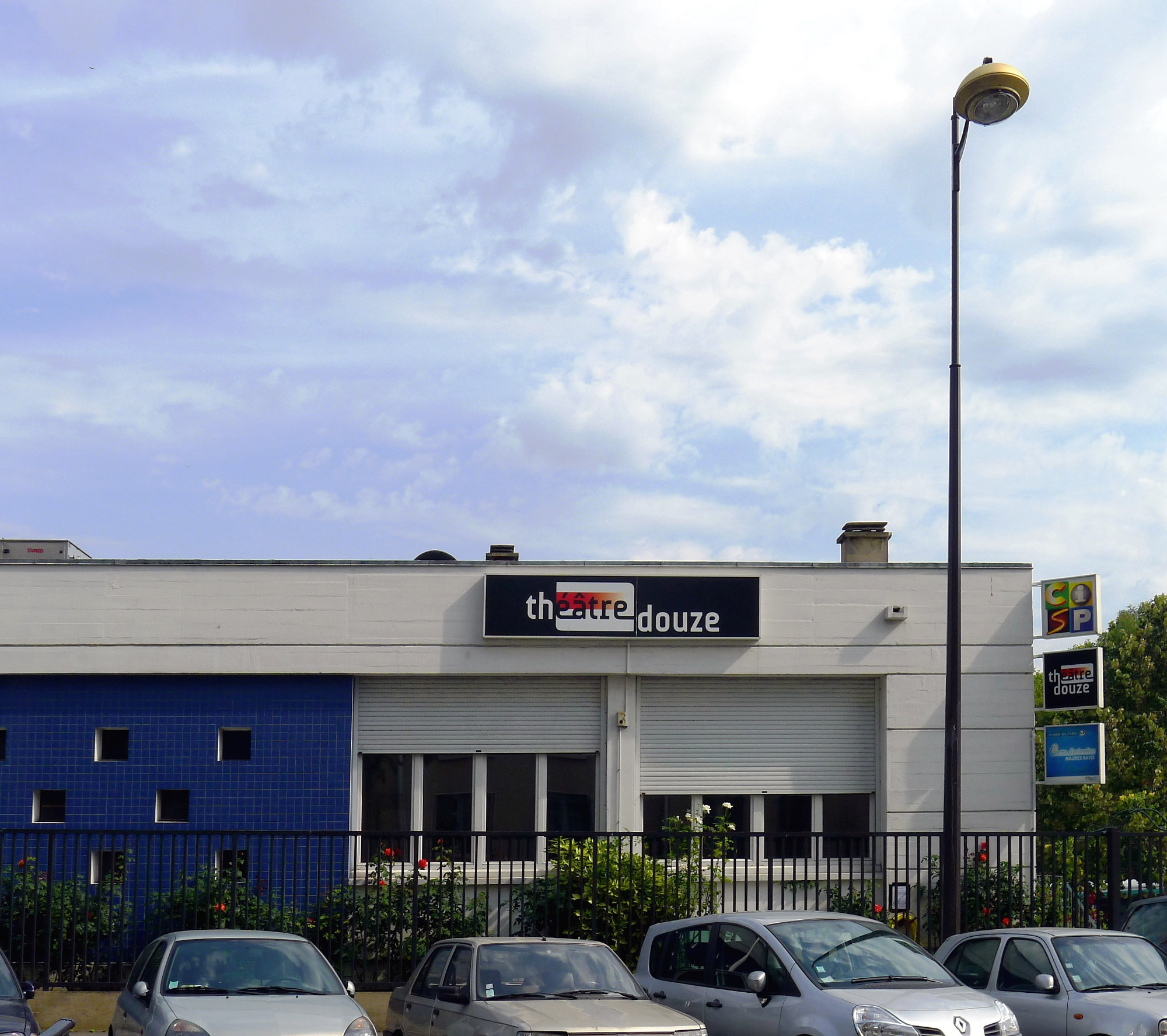
Théâtre Douze.